# Selección juvenil de rugby de México
La selección juvenil de rugby de México es el equipo representativo de México en competiciones internacionales de rugby. Está regulado por la Federación Mexicana de Rugby que es el ente de ese deporte reconocido por World Rugby.
Participa anualmente desde 2007 en el Torneo RAN M19, en el cual se ha coronado campeón en numerosas ocasiones.

## Palmarés
- RAN M19 (4): 2014, 2015, 2018, 2019

## Participación en copas
| - Nawira M19 2006: no participó - Nawira M19 2007: 6° puesto - Nawira M19 2008: 2° puesto - Nawira M19 2009: 2° puesto - NACRA M19 2010: 3° puesto - NACRA M19 2011: 4° puesto - NACRA M19 2012: 3° puesto - NACRA M19 2013: 2° puesto - NACRA M19 2014: Campeón - NACRA M19 2015: Campeón - RAN M19 2016: 2° puesto - RAN M19 2017: 2° puesto - RAN M19 2018: Campeón - RAN M19 2019: Campeón - RAN M19 2022: 3° puesto - RAN M19 2023: no participó | - Lima 2014: 2º puesto - Riohacha 2015: 3º puesto - Chiclayo 2016: 2º puesto - Asunción 2019: 4º puesto (último) |